# Geipelstein
Der Geipelstein ist ein 2440 m hoher Felsvorsprung im ostantarktischen Viktorialand. Er ragt südöstlich des Szanto Spur und nordwestlich des Wasson Rock an der Nordostflanke des Priestley-Gletschers nahe dessen Kopfende auf.
Wissenschaftler der deutschen Expedition GANOVEX IV (1984–1985) benannten ihn. Namensgeber ist Helmut Geipel, Landvermesser bei dieser Forschungsreise.